# Opere di Lorenzo Lotto

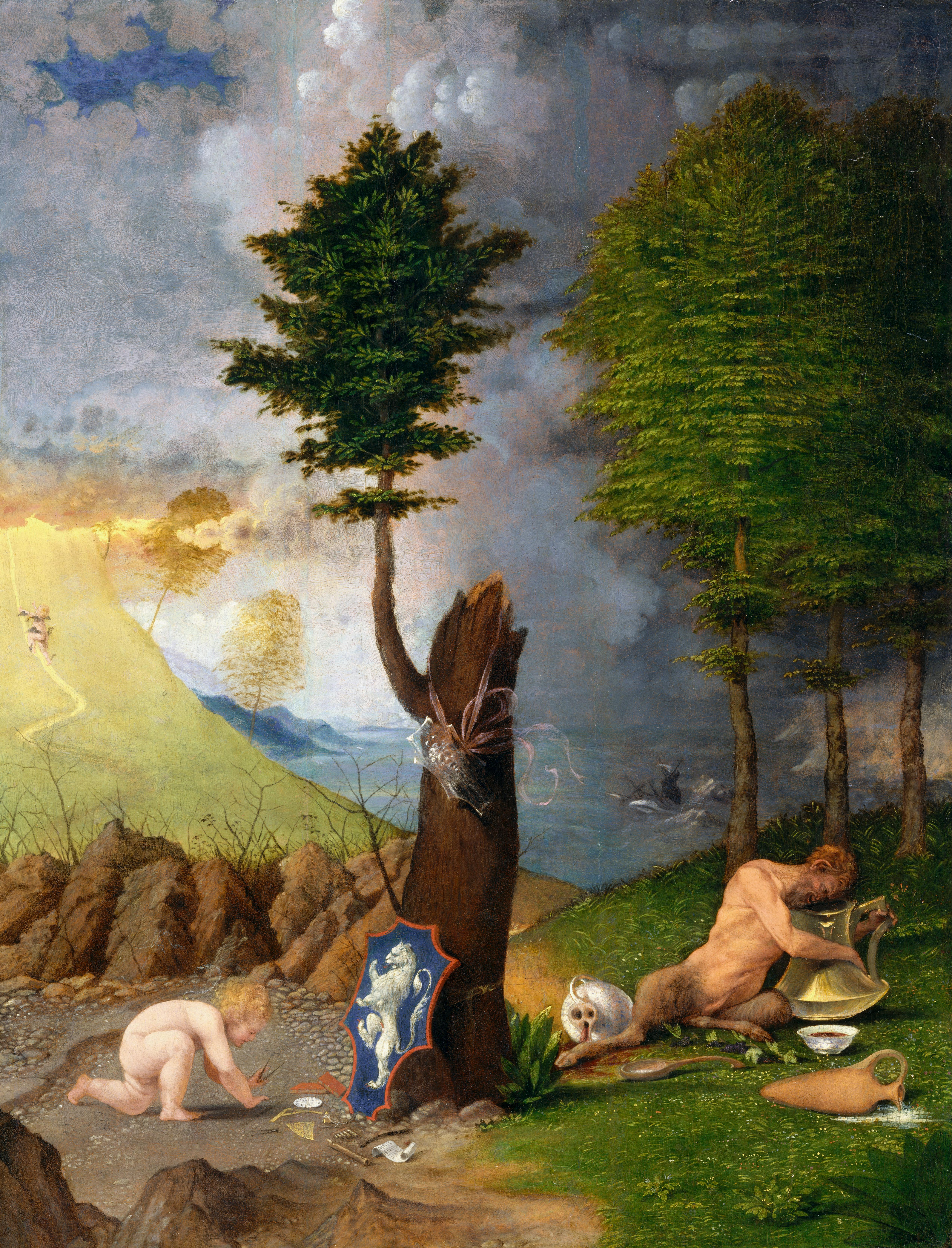
Allegoria della Virtù e del Vizio (Washington, National Gallery)

Segue un elenco delle opere di Lorenzo Lotto, in ordine cronologico.

## Opere

### Treviso (1503)

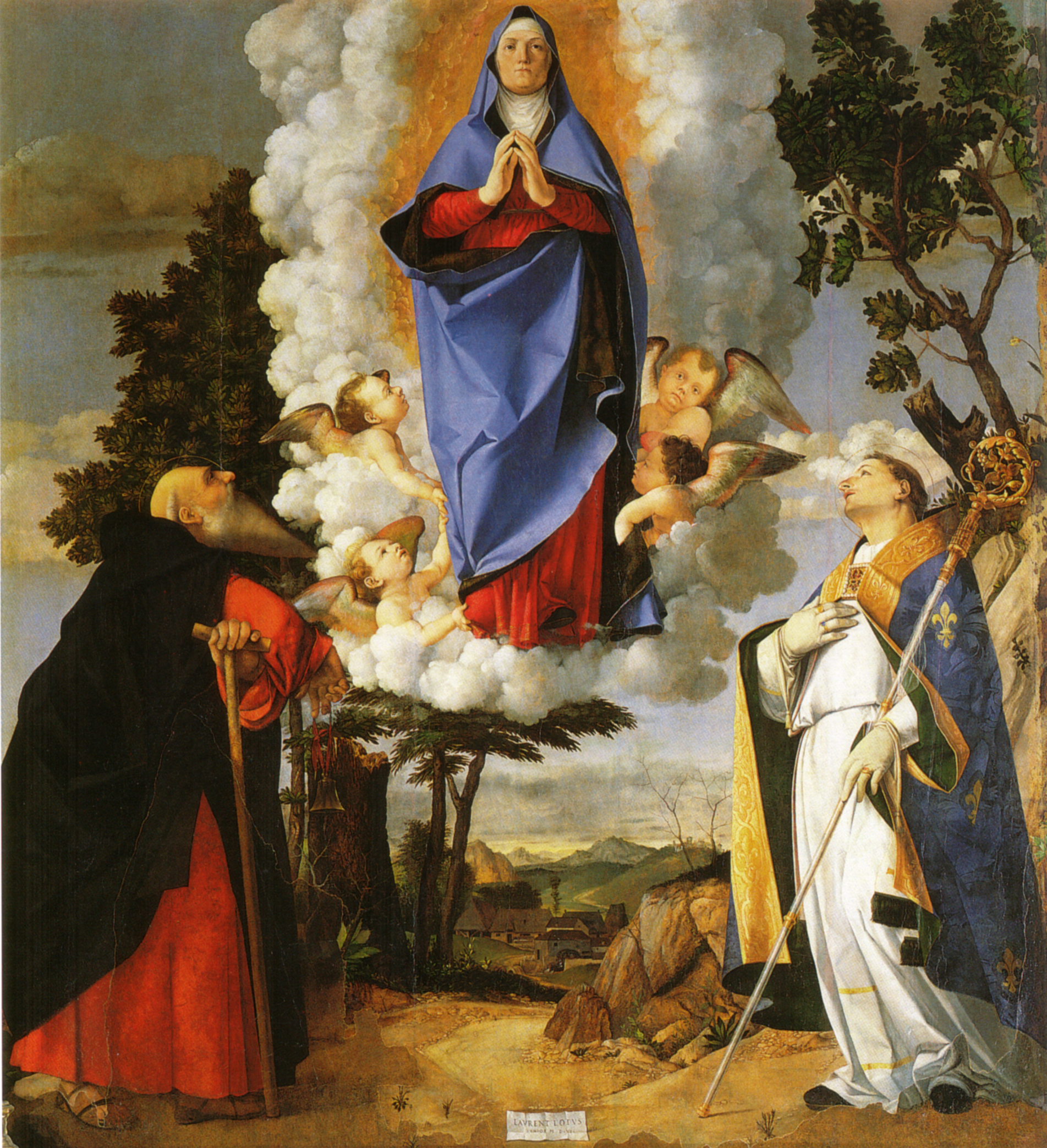
Pala di Asolo (Asolo, Duomo).

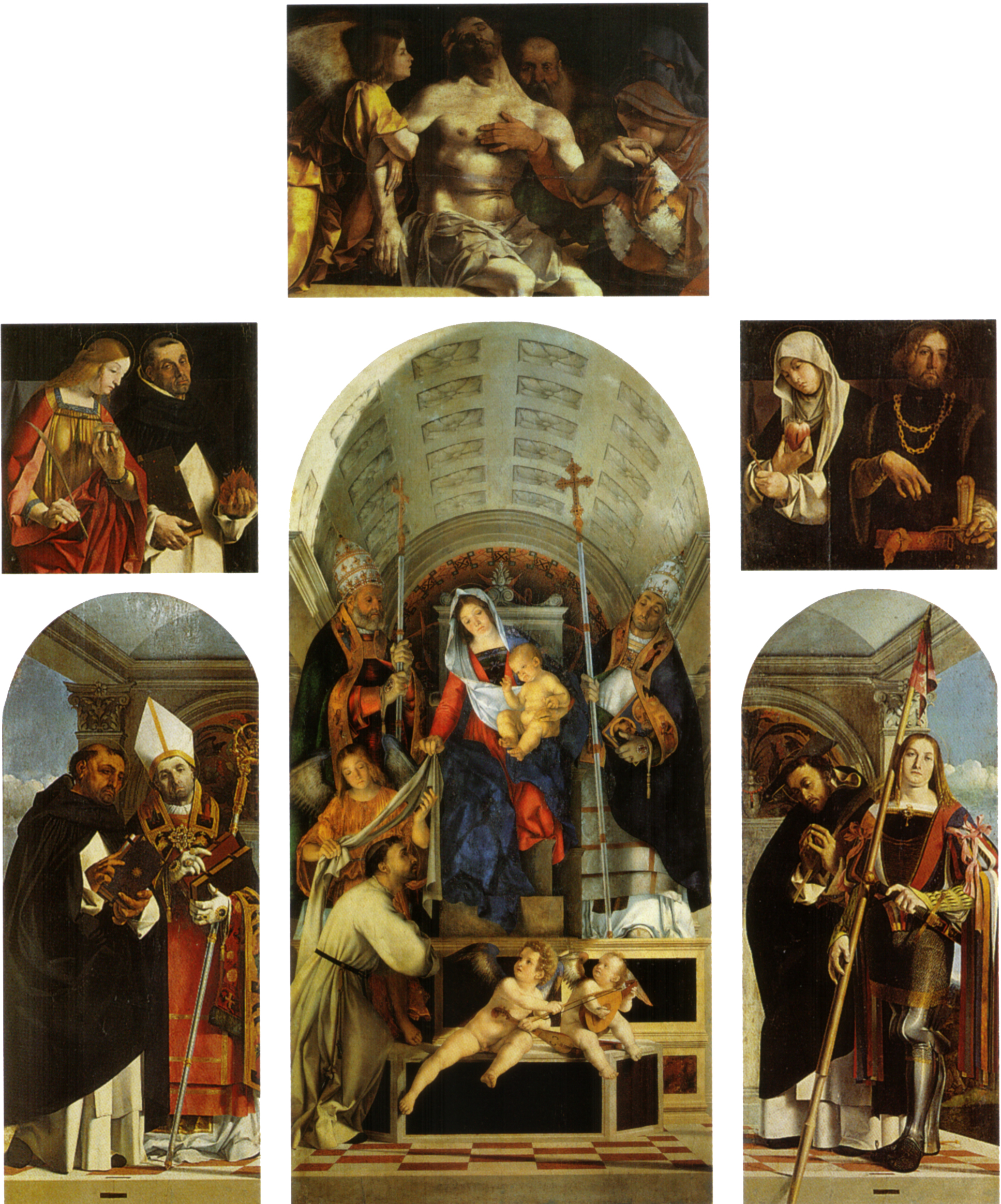
Polittico di Recanati (Recanati, Museo civico Villa Colloredo Mels).

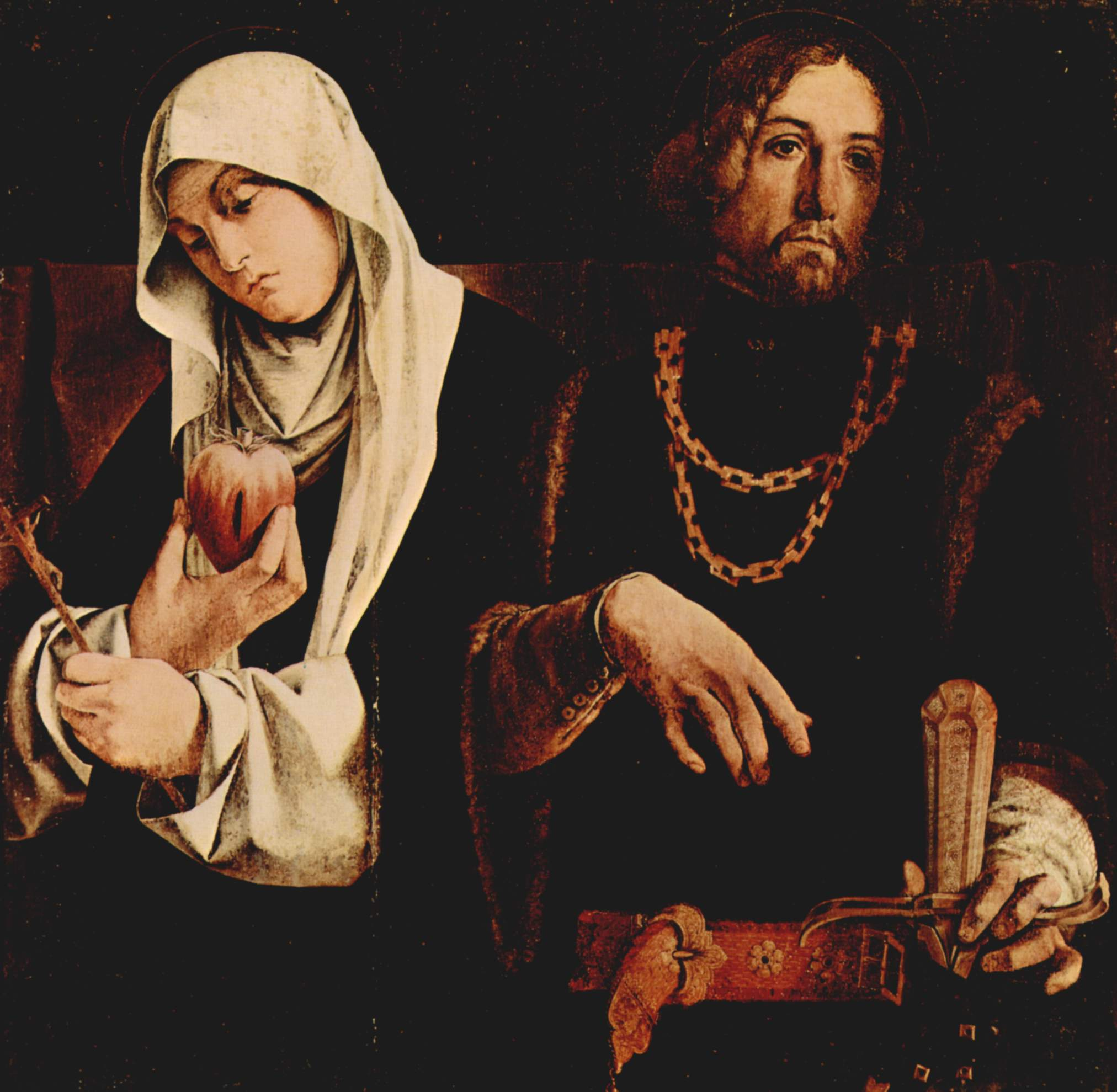
Particolare del Polittico di Recanati: i santi Caterina e Sigismondo (Recanati, Museo civico Villa Colloredo Mels).

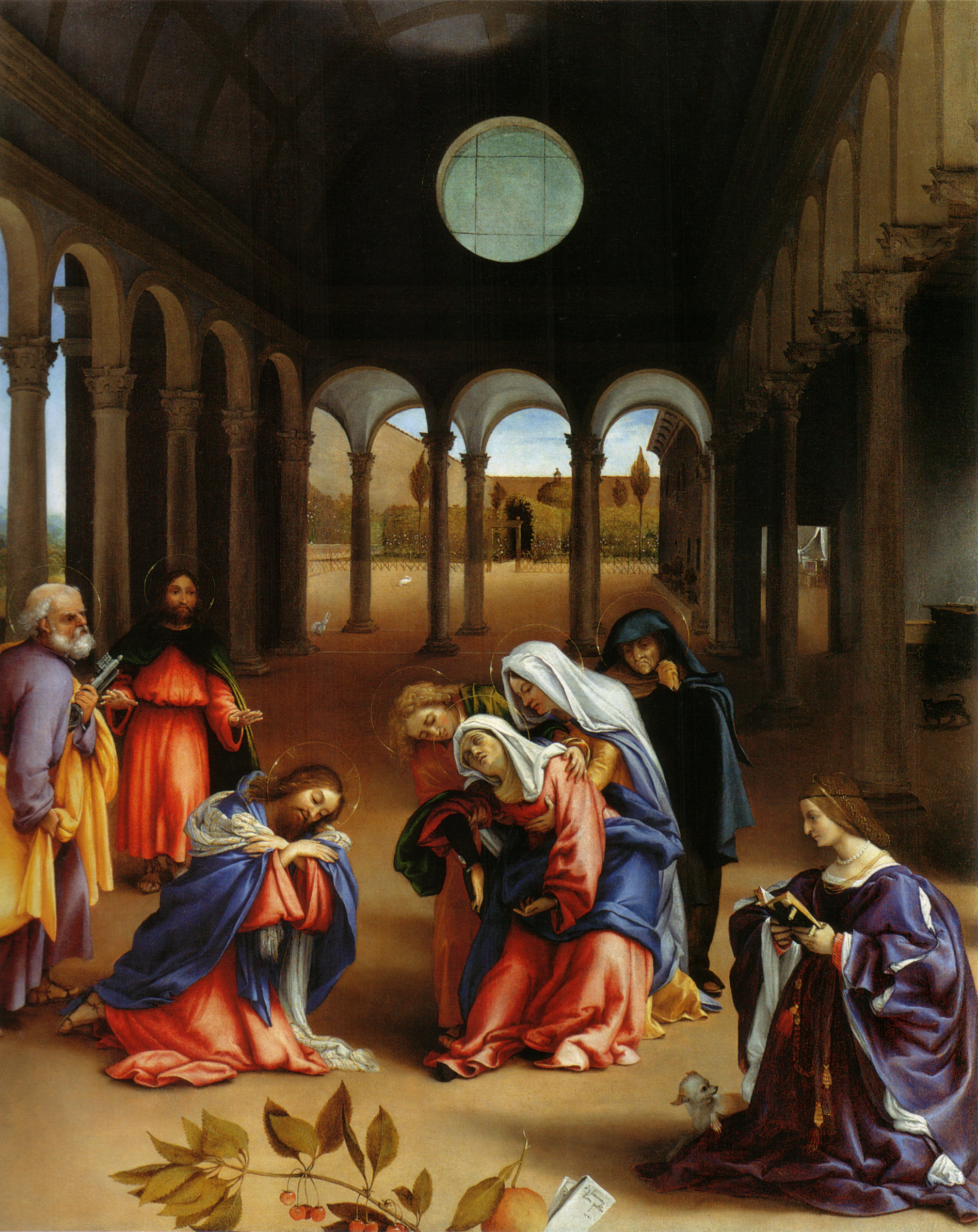
Commiato di Cristo dalla madre (Berlino, Gemäldegalerie).

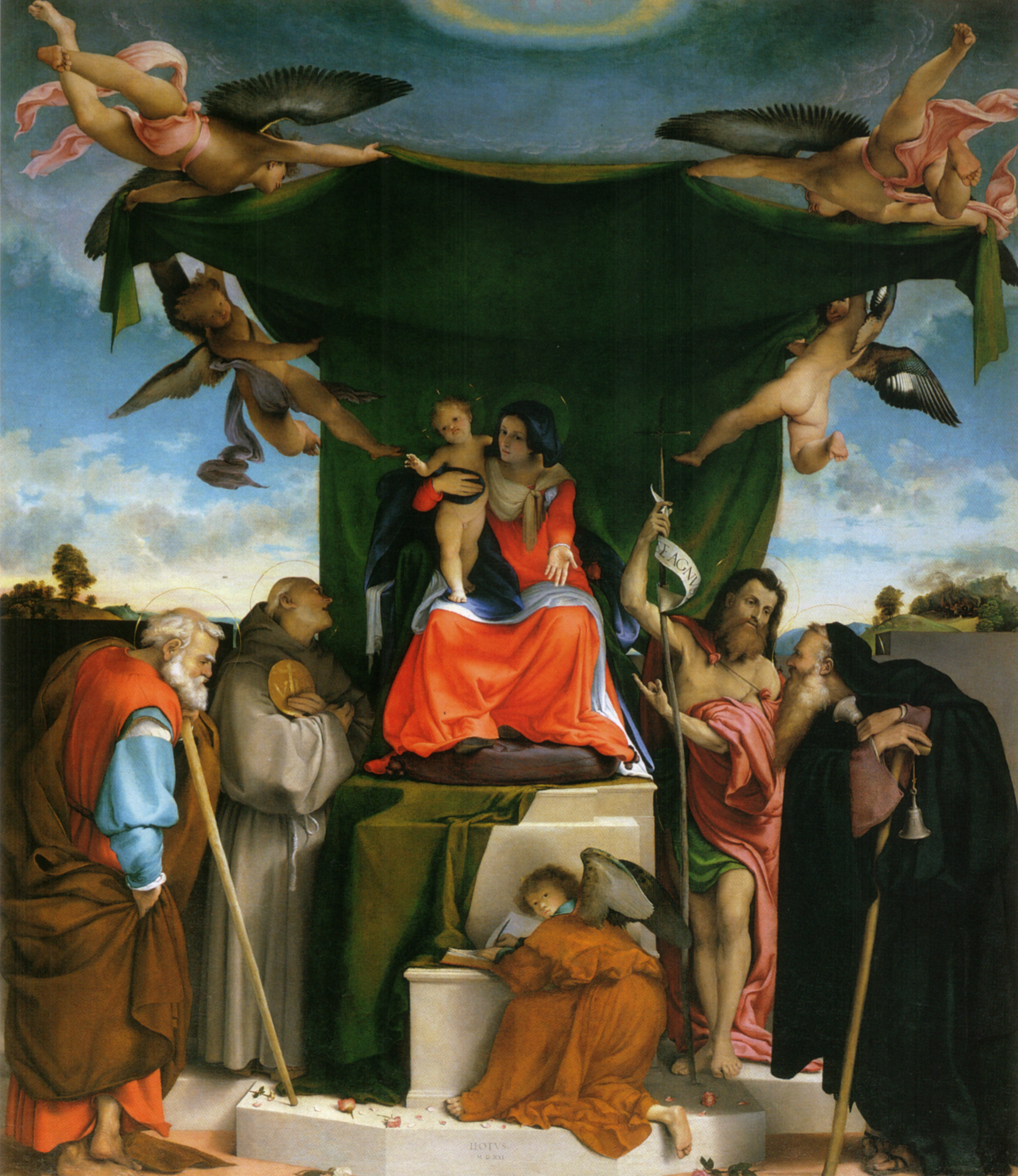
Pala di San Bernardino (Bergamo, chiesa di San Bernardino in Pignolo).

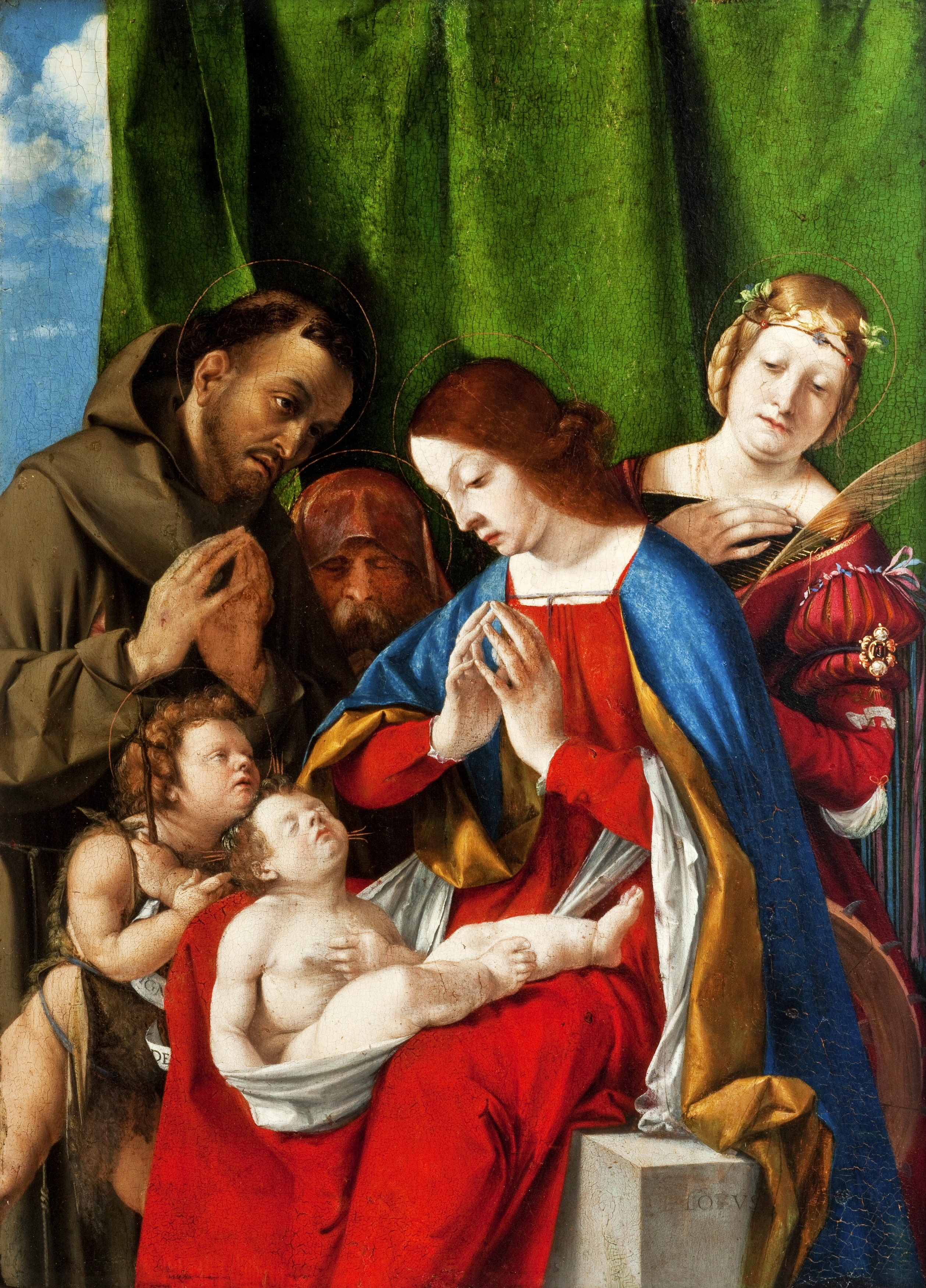
Madonna col Bambino, san Giovannino e due santi, 1506-1508, olio su tavola, Museo Nazionale (Cracovia).

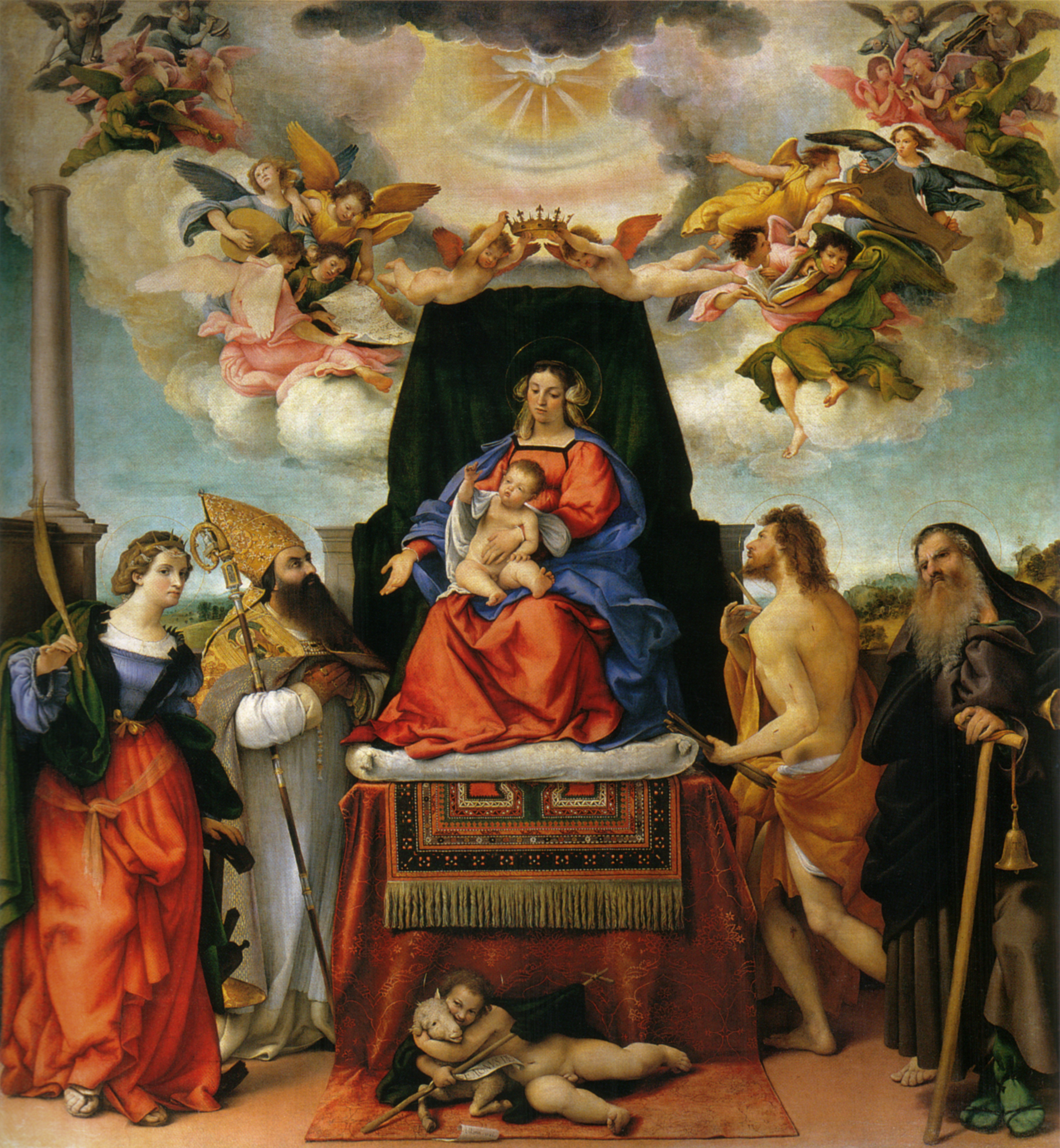
Pala di Santo Spirito (Bergamo, chiesa di Santo Spirito).

Santa Lucia davanti al giudice (Jesi, Pinacoteca civica).

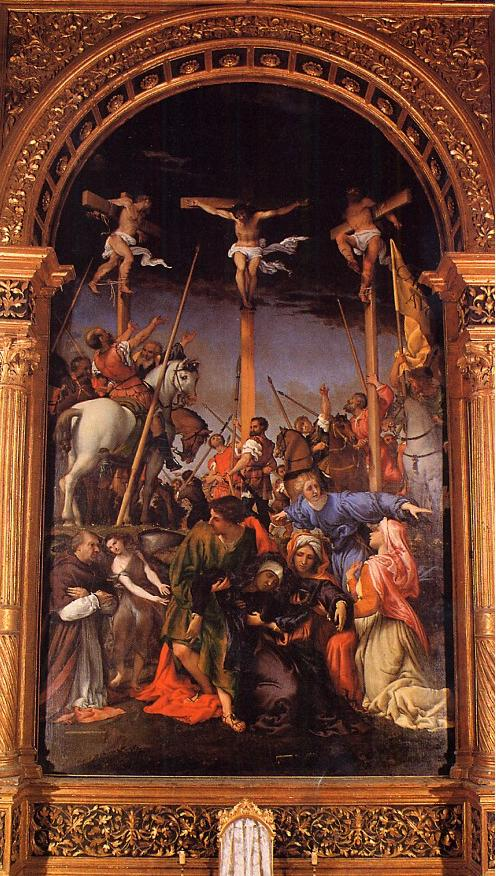
Crocifissione di Monte San Giusto (Monte San Giusto, chiesa di Santa Maria in Telusiano).

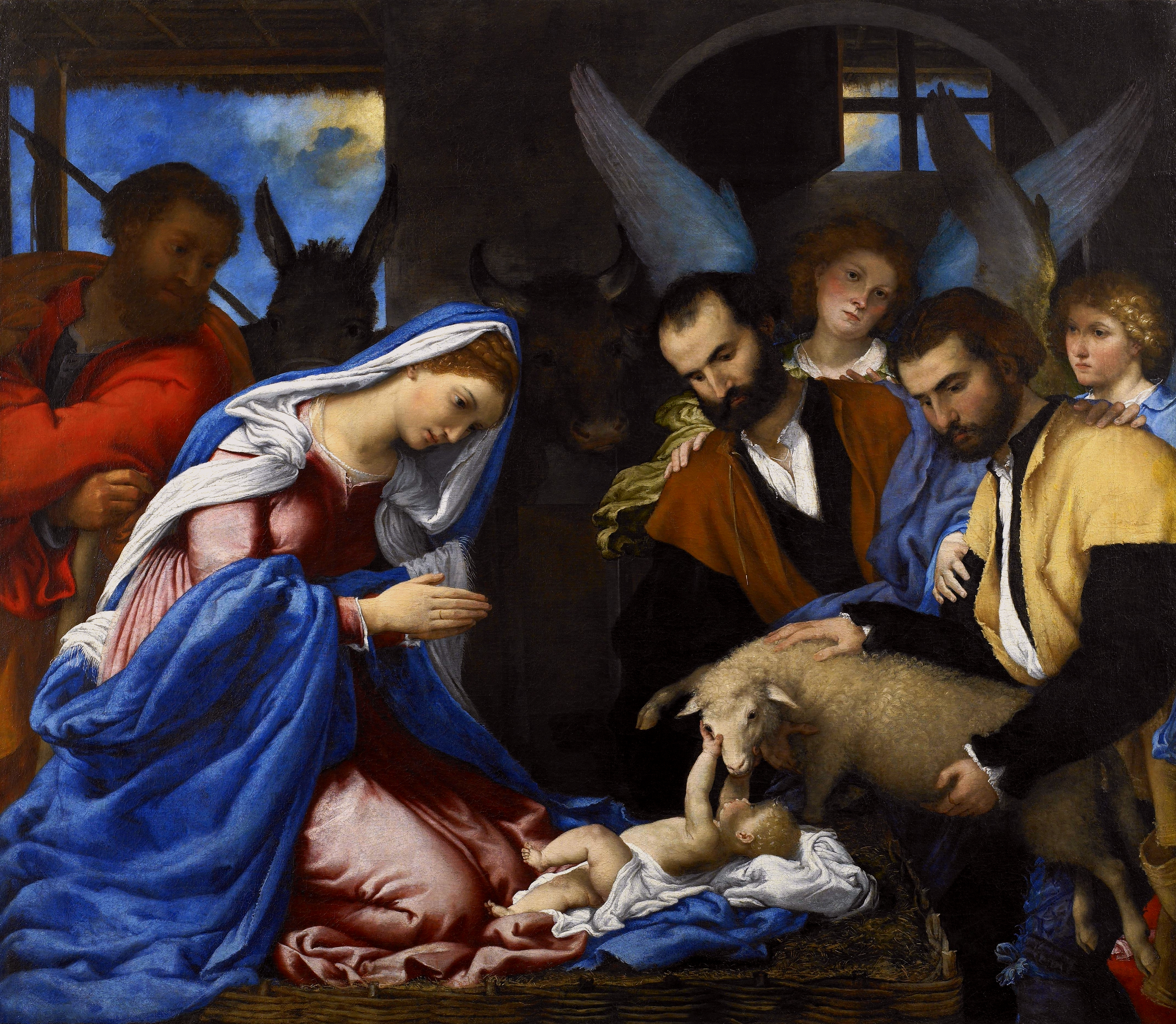
Adorazione dei pastori (Brescia, Musei Civici di Arte e Storia di Brescia).

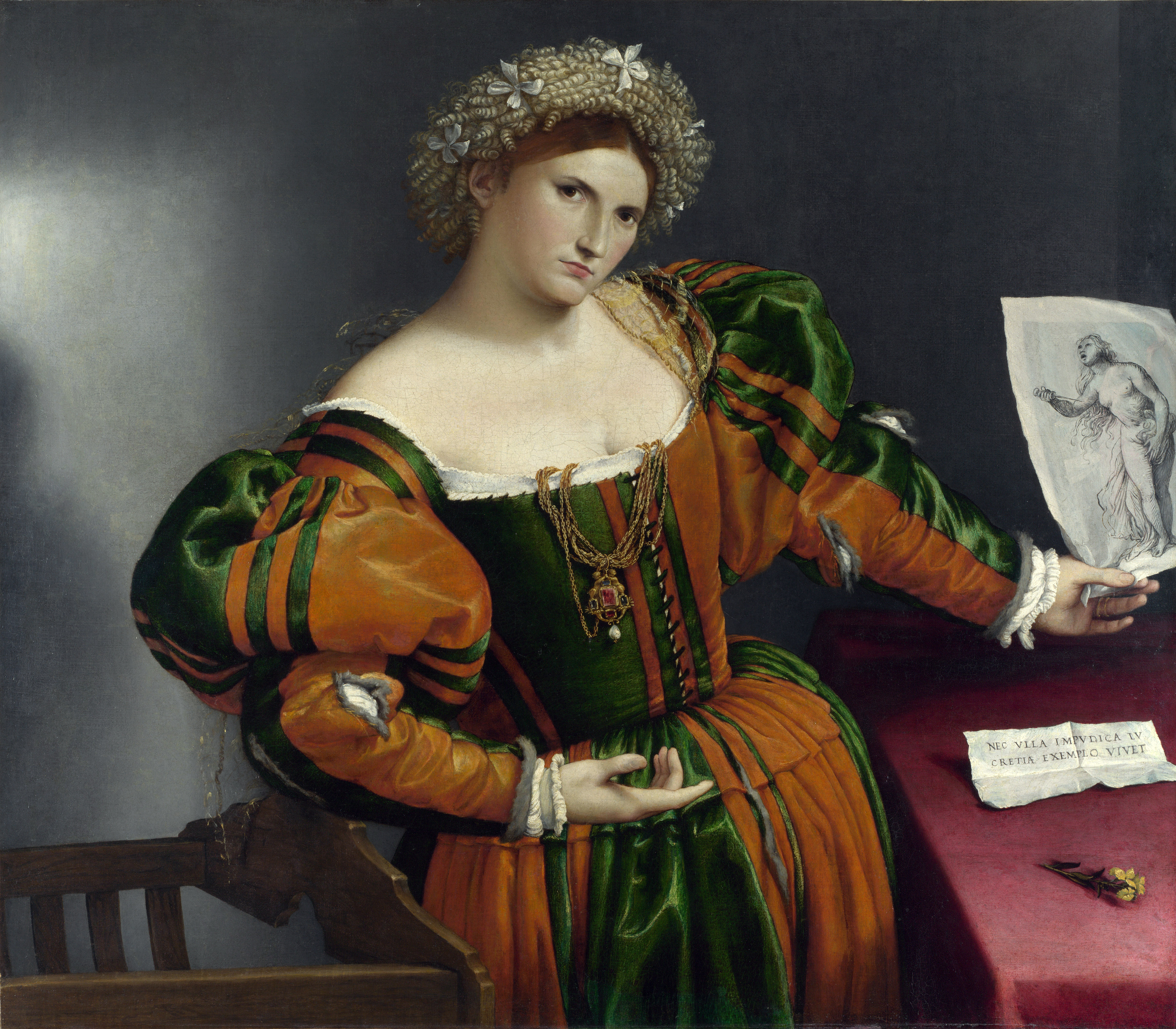
Ritratto di gentildonna nelle vesti di Lucrezia (Londra, National Gallery).

- Madonna col Bambino, san Pietro martire e un donatore, 1503, olio su tavola, 55×88 cm, Napoli, Museo di Capodimonte
- Pala di Santa Cristina al Tiverone, 1504-1506 circa, olio su tavola, Quinto di Treviso, chiesa di Santa Cristina
  - Cristo morto sorretto da due angeli, 90×179 cm
  - Sacra conversazione, 177×162 cm
- Ritratto del vescovo Bernardo de' Rossi, 1505, olio su tavola, 54×41 cm, Napoli, Museo di Capodimonte
- Allegoria della Virtù e del Vizio, 1505, olio su tavola, 56,5×42,2 cm, Washington, National Gallery, coperto del Ritratto del vescovo Bernardo de' Rossi
- Allegoria della Castità, 1505 circa, olio su tavola, 43×33,7 cm, Washington, National Gallery, coperto di un ritratto non identificato.
- Giovane con copricapo, 150o ca., olio su tavola, 34×27 cm, Bergamo, Accademia Carrara
- Madonna col Bambino e santi, 1506 circa, olio su tela, 80×102 cm, Edimburgo, National Gallery of Scotland
- Busto di donna, 1505-1506 circa, olio su tavola, 36×28 cm, Digione, Musée des Beaux-Arts
- Pala di Asolo, 1506, olio su tavola, 175×162 cm, Asolo, Duomo
- Ritratto di giovane con lucerna, 1506, olio su tavola, 42×35 cm, Vienna, Kunsthistorisches Museum
- San Girolamo penitente, 1506, olio su tavola, 48×40 cm, Parigi, Louvre
- Ritratto di giovane, 1506 circa, olio su tavola, 28×22 cm, Firenze, Uffizi
- Ritratto di monaco domenicano, 1506-1508, olio su tavola, 32×25 cm, Banbury (Oxfordshire), Upton House
- Matrimonio mistico di santa Caterina d'Alessandria, 1506-1508 circa, olio su tavola, 71,3×91,2 cm, Monaco di Baviera, Alte Pinakothek
- Madonna col Bambino, san Giovannino e due santi, 1506-1508, olio su tavola, 40×29 cm, Cracovia, Museo Nazionale

### Tra le Marche e Roma (1506)
- Madonna col Bambino tra i santi Flaviano e Onofrio, 1508, olio su tavola, 51×65 cm, Roma, Galleria Borghese
- Matrimonio mistico di santa Caterina d'Alessandria, 1508 circa, olio su tavola, 42×48 cm, Boston, Museum of Fine Arts
- Polittico di Recanati, 1508, olio su tavola, Recanati, Museo civico Villa Colloredo Mels
  - Madonna col Bambino, angeli e santi, 227×108 cm
  - Pietà, 80×108 cm
  - Santi Tommaso d'Aquino e Flaviano, 155×67 cm
  - Santi Pietro Martire e Vito, 155×67 cm
  - Santi Lucia e Vincenzo Ferrer, 67×67 cm
  - Santi Caterina da Siena e Sigismondo, 67×67 cm
- Predica di un monaco domenicano, 1508 circa, olio su tavola, 24×61 cm, Vienna, Kunsthistorisches Museum
- San Girolamo penitente, 1509 circa, olio su tavola, 80,5×61 cm, Roma, Museo nazionale di Castel Sant'Angelo
- Ritratto di gioielliere, 1509–1510 circa, olio su tela, 80×75 cm, Los Angeles, Paul Getty Museum
- San Vincenzo Ferrer in gloria, 1510-1512, affresco, 265×166 cm, Recanati, chiesa di San Domenico
- Trasfigurazione, 1510-1512, olio su tavola, 300×203 cm, Recanati, Museo civico Villa Colloredo Mels
  - Cristo conduce gli Apostoli sul monte Tabor, 1510-1512, olio su tavola, 26,5×57,5 cm, San Pietroburgo, Ermitage
- San Giacomo pellegrino, 1510-1512, Recanati, Museo civico Villa Colloredo Mels
- Giuditta con la testa di Oloferne, 1512, olio su tavola, 20×15 cm, Roma, Banca Nazionale del Lavoro
- Deposizione nel sepolcro, 1512, Jesi, Pinacoteca civica e galleria di arte contemporanea
  - Assunzione della Vergine, 1512, olio su tavola, 27×58 cm, Milano, Pinacoteca di Brera
- Ritratto di Cristoforo Colombo, 1512, olio su tavola, 91×81 cm, ubicazione ignota
- Sacra Famiglia con l'arcangelo Gabriele, 1512, olio su tavola, 73×64 cm, Princeton, Princeton University Art Museum
- Ritratto di gioielliere, 1509 olio su tela, Getty Museum di Los Angeles

### Bergamo (1513)
- San Girolamo penitente, 1513-1515 circa, olio su tavola, 55,8×40 cm, Sibiu, Brukental Muzeul
- Pala Martinengo, 1513-1516, olio su tavola
  - Sacra conversazione, 520×250 cm, Bergamo, chiesa dei Santi Bartolomeo e Stefano
  - Angelo con scettro e globo, 46×155 cm, Bergamo, chiesa dei Santi Bartolomeo e Stefano
  - Lapidazione di santo Stefano, 51×97 cm, Bergamo, Accademia Carrara
  - Deposizione di Cristo nel sepolcro, 50×96 cm, Bergamo, Accademia Carrara
  - San Domenico resuscita Napoleone Orsini, 51×97 cm, Bergamo, Accademia Carrara
  - Martirio di sant'Alessandro, olio su tela, diametro 16,8 cm, Raleigh, North Carolina Museum of Art
  - Pietà, olio su tela, diametro 16,8 cm, Raleigh, North Carolina Museum of Art
  - San Pietro martire, olio su tela, 24×53 cm, Firenze, Fondazione Longhi
  - Santo domenicano, olio su tela, 24×53 cm, Firenze, Fondazione Longhi
- San Girolamo penitente, 1515, olio su tela, Allentown, Pennsylvania, Art Museum
- Ritratto di Giovanni Agostino della Torre con il figlio Niccolò, 1515, olio su tela, 84,4×68 cm, Londra, National Gallery
- Susanna e i vecchioni, 1517, olio su tavola, 66×50 cm, Firenze, Galleria degli Uffizi
- Ritratto di Lucina Brembati, 1518 circa, olio su tavola,  52×44 cm, Bergamo, Accademia Carrara
- Madonna col Bambino tra i santi Rocco e Sebastiano, 1518 circa, olio su tela, 81,8×108,5 cm, Ottawa, National Gallery of Canada
- Madonna col Bambino e san Giovannino, 1518, olio su tavola, Dresda, Gemäldegalerie
- Madonna del Latte, 1518 circa, olio su tela, 33×27 cm, San Pietroburgo, Museo dell'Ermitage
- Madonna col Bambino e santi in un roseto, 1518 circa, olio su tavola, 153×177 cm, Filadelfia, Philadelphia Museum of Art
- Autoritratto, 1520 circa, olio su tela, 71×61 cm, San Francisco, California Palace of the Legion of Honor
- Commiato di Cristo dalla madre, 1521, olio su tela, 126×99 cm, Berlino, Gemäldegalerie
- Pala di Santo Spirito, 1521, olio su tela, 287×267, Bergamo, chiesa di Santo Spirito
- Pala di San Bernardino, 1521, olio su tela, 300×275 cm, Bergamo, Chiesa di San Bernardino in Pignolo
- Madonna col Bambino tra i santi Giovanni Battista e Caterina d'Alessandria, 1522, olio su tavola, 74×68 cm, Costa di Mezzate, collezione Palma Camozzi
- Santa Caterina d'Alessandria, 1522, olio su tavola, 57×50 cm, Washington, National Gallery
- Polittico dei Santi Alessandro e Vincenzo, 1522, olio su sei tavole,  Ponteranica (Bergamo), chiesa dei Santi Alessandro e Vincenzo.
- Cartoni per le tarsie del coro di Santa Maria Maggiore di Bergamo, 1522-1532, Bergamo, chiesa di Santa Maria Maggiore
- Compianto sul Cristo morto (Lotto), 1522, Bergamo, sacrestia di chiesa di Sant'Alessandro in Colonna
- Matrimonio mistico di santa Caterina d'Alessandria, 1523, olio su tela, 189×134 cm, Bergamo, Accademia Carrara
- Adorazione del Bambino, 1523, olio su tavola, 46×36 cm, Washington, National Gallery
- Ritratto di Marsilio Cassotti e della sua sposa Faustina, 1523, olio su tavola, 71×84 cm, Madrid, Museo del Prado
- Trinità, 1523-1524, olio su tela, 170×115 cm, Bergamo, chiesa di Sant'Alessandro della Croce
- Madonna col Bambino tra i santi Girolamo e Nicola da Tolentino, 1523-1524, olio su tela, 94×78 cm, Boston, Museum of Fine Arts
- Matrimonio mistico di santa Caterina d'Alessandria e santi, 1524, olio su tela, 98×115 cm, Roma, Galleria Nazionale d'Arte Antica
- Ritratto di coniugi, 1524, olio su tela, 96×116 cm, San Pietroburgo, Ermitage
- Oratorio Suardi, 1524, affreschi, Trescore Balneario
- Uomo con guanto, 1524 circa, olio su tela, Hampton Court, Royal collection
- Scene della vita di Maria, 1525, affreschi, Bergamo, chiesa di San Michele al Pozzo Bianco
  - San Giovanni Battista, 135×70 cm
  - San Pietro, 118×57 cm
  - San Paolo, 118×75 cm
  - Redentore, 135×70 cm
  - Angelo annunciante, 75×35 cm
  - Vergine annunciata, 75×35 cm
- Cappella della Natività, 1525, affreschi, Credaro, chiesa di San Giorgio
  - Natività con i santi Rocco e Sebastiano, 275×310 cm
  - Santi Bartolomeo e Caterina d'Alessandria, 110×80 cm
  - San Sigismondo, 180×80 cm
  - San Girolamo martire, 110×80 cm
  - San Lorenzo, 180×180 cm
  - Padre Eterno
  - San Giorgio e il drago, 90×140 cm

### Ritorno a Venezia (1527)
- Ritratto di gentiluomo sulla terrazza, 1525, olio su tela, Cleveland, Cleveland Museum of Art
- Cristo portacroce, 1526, olio su tela, 66×60 cm, Parigi, Louvre
- Pala di San Francesco al Monte, 1526, olio su tavola, Jesi, Pinacoteca civica
  - Sacra conversazione, 155×160 cm
  - Santi Francesco e Chiara, 85×160 cm
- Ritratto di giovane con libro, 1526, olio su tavola, 47×38, Milano, Pinacoteca del Castello Sforzesco
- Ritratto di monaco domenicano, 1526, olio su tela, 78×68 cm, Treviso, Museo civico
- Ritratto di giovane, 1526 circa, olio su tela, 47×38 cm, Berlino, Gemäldegalerie
- Busto di giovane, 1526-1527 circa, olio su tela, 47×38 cm, Berlino, Gemäldegalerie
- Angelo annunziante, 1526-1527 circa, 82×42 cm, Jesi, Pinacoteca civica e galleria di arte contemporanea
- Vergine annunciata, 1526-1527 circa, 82×42 cm, Jesi, Pinacoteca civica e galleria di arte contemporanea
- Assunzione di Maria, 1527, olio su tela, 250×210 cm, Celana, chiesa parrocchiale
- Ritratto di Andrea Odoni, 1527, olio su tela, 101×114 cm, Castello di Windsor, Royal Collection
- Ritratto del vescovo Tommaso Negri, 1527, olio su tavola, 42×54 cm, Spalato, monastero delle Paludi
- Ritratto di gentiluomo con zampino di leone, 1525 circa, olio su tela, 95,5×69,5 cm, Vienna, Kunsthistorisches Museum
- Natività, 1527-1528 circa, olio su tavola, 45×56 cm, Siena, Pinacoteca nazionale
- San Nicola in gloria, 1527-1529, olio su tela, 335×188 cm, Venezia, chiesa di Santa Maria dei Carmini
- Madonna col Bambino tra i santi Caterina d'Alessandria e Giacomo, 1528-1530 circa, olio su tela, 113,5×152 cm, Vienna, Kunsthistorisches Museum
- San Girolamo, olio su tavola, 51×40 cm, Amburgo, Hamburger Kunsthalle
- San Sebastiano, 1529 circa olio su tavola, 80×34 cm, Bologna, collezione privata
- Venere e Cupido, 1530 circa, olio su tela, 92,4×111,4 cm, New York, Metropolitan Museum
- Triplice ritratto di orefice, 1530 circa, olio su tela, 52×79 cm, Vienna, Kunsthistorisches Museum
- Giovane malato, 1530 circa, olio su tela, 98×111 cm, Venezia, Gallerie dell'Accademia
- Riposo durante la fuga in Egitto con santa Giustina, 1530, olio su tela, 82×132,5 cm, San Pietroburgo, Ermitage
- Trionfo della Castità, 1530 circa, olio su tela, 73×114 cm, Roma, collezione Rospigliosi Pallavicini
- San Cristoforo, 1531, olio su tela, 139×55 cm, Berlino, Gemäldegalerie
- San Sebastiano, 1531, olio su tela, 139×55 cm, Berlino, Gemäldegalerie
- Cristo e l'adultera, 1531-1533 circa, olio su tela, 124×156 cm, Parigi, Louvre
- Santa Lucia davanti al giudice, 1532, olio su tavola, 243×237 cm, Jesi, Pinacoteca civica e galleria di arte contemporanea
  - Predella con Storie di Santa Lucia, tre scomparti (32×69 cm ciascuno)
- Santi Cristoforo, Rocco e Sebastiano, 1532-1534 circa, olio su tavola, 275×232 cm, Loreto, Museo pinacoteca della Santa Casa
- Pala della Visitazione, 1532-1534 circa, Jesi, Pinacoteca civica e galleria di arte contemporanea
  - Visitazione, 154×152 cm
  - Annunciazione, 103×152 cm
- Giovane con lettera, 1532-1534, olio su tela, 74×60 cm, Milano, collezione Crespi
- Madonna col Bambino e i santi Gioacchino e Anna, 1532-1534 circa, olio su tela, 59×79 cm, Londra, Seilern
- Sacra Famiglia con santa Caterina d'Alessandria, 1533, olio su tela, 81×115 cm, Bergamo, Accademia Carrara
- Ritratto di gentildonna nelle vesti di Lucrezia, 1533 circa, olio su tela, 96×110,5 cm, Londra, National Gallery
- Madonna col Bambino e due donatori, 1533–1535 circa, olio su tela, 85×115 cm, Los Angeles, Paul Getty Museum

### Ancora nelle Marche (1534)

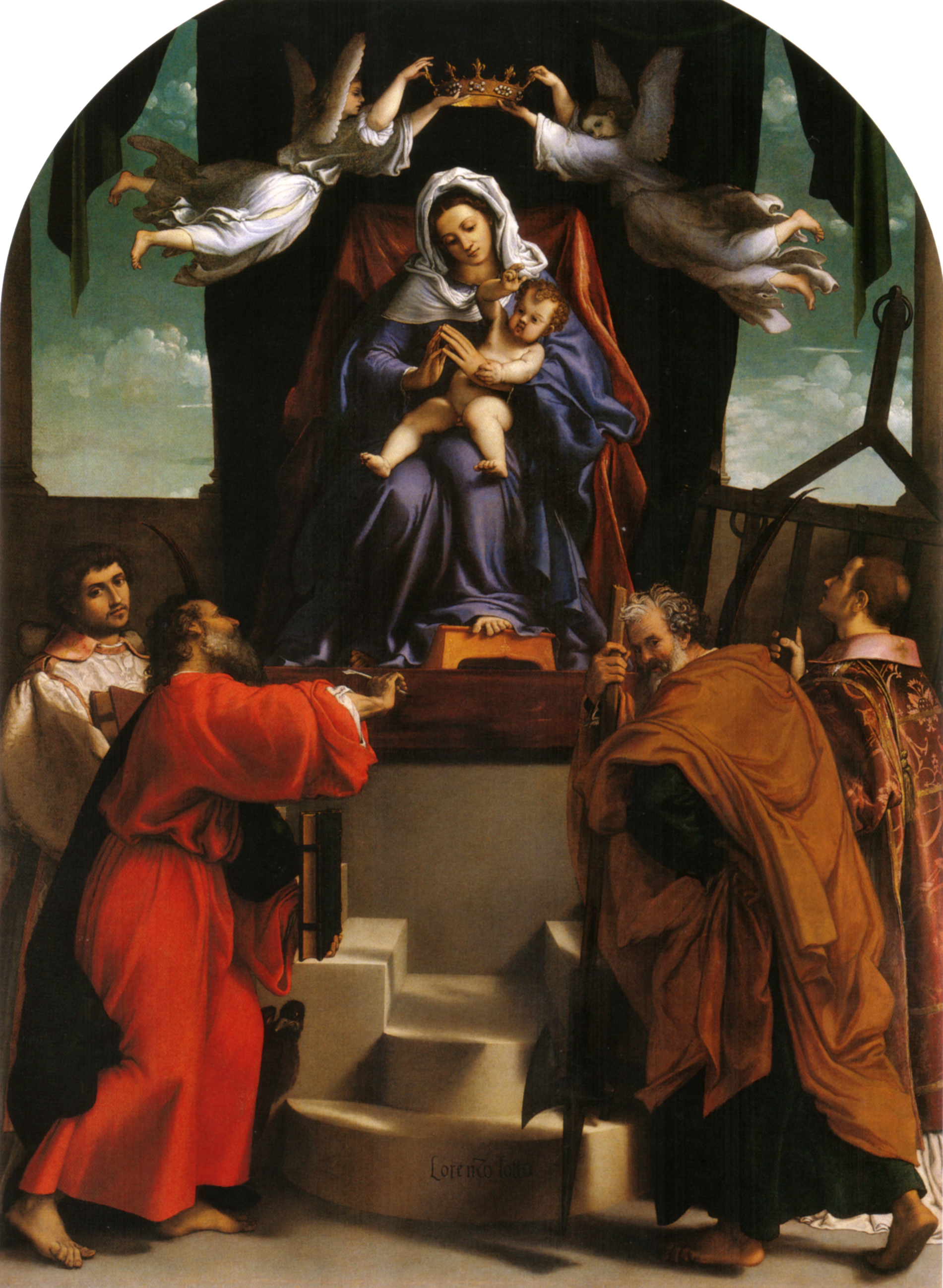
Pala dell'Alabarda (Ancona, Pinacoteca civica Francesco Podesti).

- Madonna in gloria con i SS. Giovanni Battista, Antonio di Padova Maria Maddalena e Giuseppe, 1548, olio su tela cm 340 x 215, Mogliano, chiesa di Santa Maria di Piazza
- Sacra Famiglia con i santi Girolamo e Anna, 1534, olio su tela, 69×87,5 cm, Firenze, Uffizi
- Crocifissione, 1534 circa, olio su tela, 450×250, Monte San Giusto, chiesa di Santa Maria in Telusiano
- Adorazione dei pastori, 1534 circa, olio su tela, 147×106 cm, Brescia, Pinacoteca Tosio Martinengo
- Annunciazione, 1534 circa, olio su tavola, 166×114, Recanati, Museo civico Villa Colloredo Mels
- San Girolamo, 1535 circa, olio su tela, 91×45 cm, Venezia, collezione privata
- Sant'Antonio eremita, 1535 circa, olio su tavola, 34×41 cm, Wilton (Wiltshire), Wilton House
- Visitazione, olio su tavola, 1535 circa, Jesi, Pinacoteca civica
- Gentiluomo con mantello di seta nera, 1535 circa, olio su tela, 94×82 cm, New Orleans, Isaac Delgado Museum of Art
- Ritratto di architetto, 1535-1540 circa, olio su tela, 105×82 cm, Berlino, Gemäldegalerie
- Ritratto di gentiluomo, 1535 circa, 118×105 cm, Roma, Galleria Borghese
- Madonna col Bambino e angeli, 1535-1538 circa, olio su tela, 100×125 cm, già a Osimo, Palazzo Comunale
- Sacra Famiglia con la famiglia del Battista, 1537 circa, olio su tela, 150×237 cm, Parigi, Louvre
- Madonna del Rosario, 1539, olio su tela, 384×264 cm, Cingoli, chiesa di San Domenico
- Pala dell'Alabarda, 1539 circa, olio su tela, 294×216 cm, Ancona, Pinacoteca civica Francesco Podesti

### Rientro e addio a Venezia (1539)

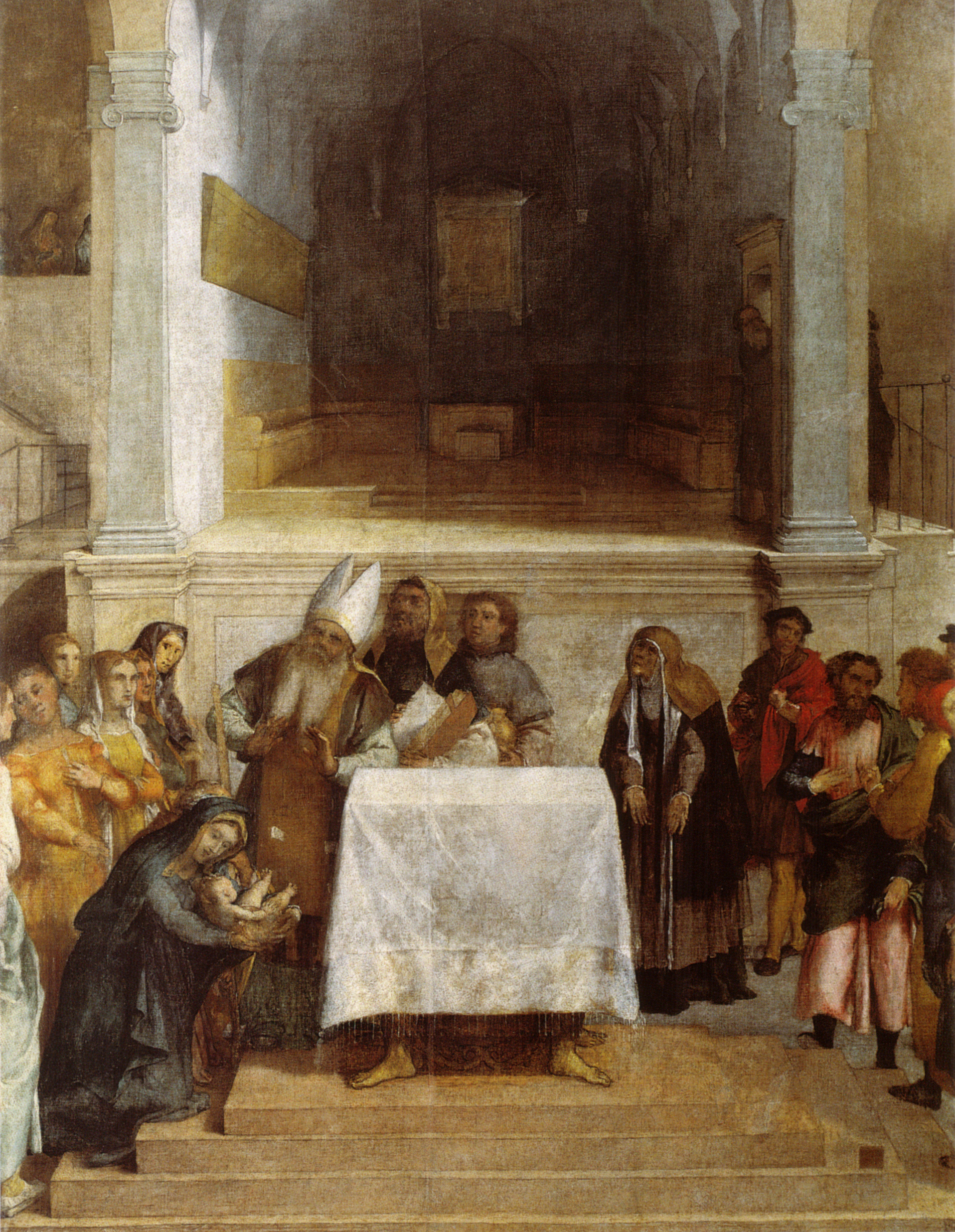
Presentazione al Tempio, (Loreto, Museo pinacoteca della Santa Casa).

- Toeletta di Venere, 1539-1540, olio su tela, 177×155 cm, Bergamo, collezione privata
- Cristo crocifisso con i simboli della passione, 1540 circa, olio su tavola, 18×14,5 cm, Firenze, collezione Berenson
- Ritratto virile, 1541, olio su tela, 55×44.5 cm, San Francisco, Fine Arts Museums
- Ritratto di giovane, 1541 olio su tela, 60.5x55.5 collezione Sgarbi Ferrara
- San Felice in cattedra, 1542, olio su tela, 139×57 cm, Giovinazzo, chiesa di San Domenico
- Madonna in gloria col Bambino e santi, 1542, olio su tela, 310×210 cm, Sedrina, chiesa di San Giacomo
- Elemosina di sant'Antonino, 1542, olio su tela, 332×235 cm, Venezia, chiesa dei Santi Giovanni e Paolo
- Gentiluomo con catena, 1542 circa, olio su tela, 67×52 cm, Venezia, Fondazione Cini
- Cristo in gloria con i simboli della passione, 1543 circa, olio su tela, 50×32 cm, Vienna, Kunsthistorisches Museum
- Ritratto di gentiluomo trentasettenne, 1543 circa, olio su tela, 95×80 cm, Roma, Galleria Doria-Pamphili
- Ritratto di gentiluomo con guanti, 1543 circa, olio su tela, 90×75 cm, Milano, Pinacoteca di Brera
- Ritratto di Febo da Brescia, 1543-1544 circa, olio su tela, 82×78 cm, Milano, Pinacoteca di Brera
- Ritratto di Laura da Pola, 1543-1544, olio su tela, 90×75 cm, Milano, Pinacoteca di Brera
- Ritratto del chirurgo Gian Giacomo Stuer col figlioletto, 1544 circa, olio su tela, 88×75 cm, Filadelfia, Philadelphia Museum of Art
- Ritratto d'uomo tra simboli, 1544-1545 circa, olio su tela, 101×80 cm, El Paso, Museum of Art
- San Michele arcangelo che scaccia Lucifero, 1545 ca circa, olio su tela, 167×135 cm, Loreto, Museo pinacoteca della Santa Casa
- San Girolamo penitente, 1544-1546 circa, olio su tela, 53×43 cm, Roma, Galleria Doria Pamphilj
- San Girolamo penitente, 1544-1546 circa, olio su tavola, 99×903 cm, Madrid, Museo del Prado
- Pietà, 1545, olio su tela, 185×150 cm, Milano, Pinacoteca di Brera
- Ritratto d'uomo, 1545 circa, olio su tela, 115×98 cm, Milano, Pinacoteca di Brera
- Deposizione di Cristo, 1545-1546, olio su tela, 141,5×219 cm, Strasburgo, Musée des Beaux-Arts

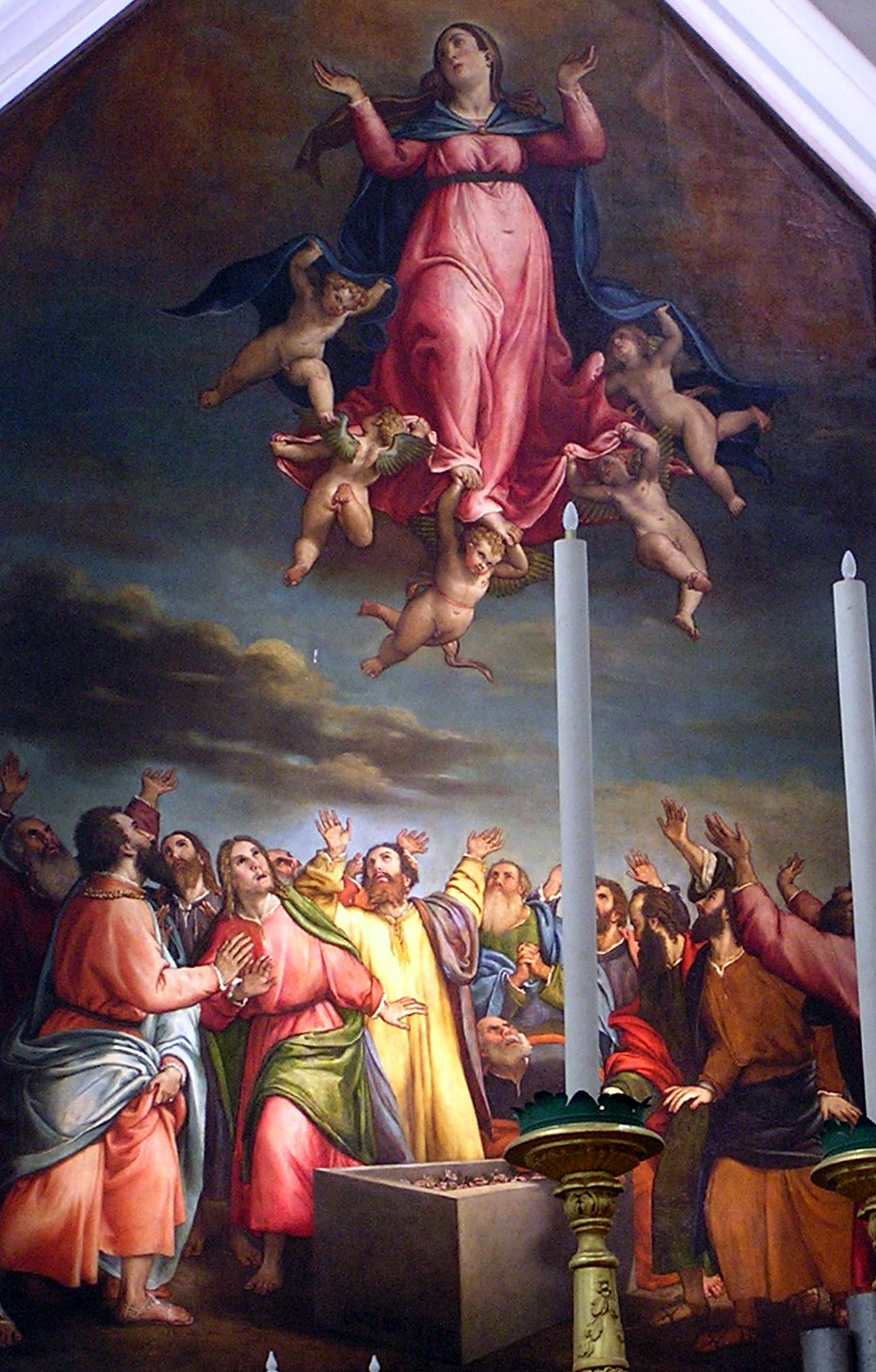
Assunzione (Ancona, Chiesa di San Francesco alle Scale)

- Apollo e le Muse, 1545-1549 circa, olio su tela, 45×75 cm, Budapest, Museo di Belle Arti
- Pala di San Giacomo da l'Orio, 1546, olio su tela, 240×171 xm, Venezia, chiesa di San Giacomo da l'Orio
- Cena in Emmaus, 1546 circa, olio su tela, 76×102 cm, Oxford, Christ Church College
- Madonna col Bambino e i santi Zaccaria e Giovannino, 1546 circa, olio su tela, 47×56 cm, Genova, collezione Basevi
- Cristo e l'adultera, 1546-1555 circa, olio su tela, 105×132 cm, Loreto, Museo pinacoteca della Santa Casa
- Adorazione del Bambino, 1546-1555 circa, olio su tela, 172×255 cm, Loreto, Museo pinacoteca della Santa Casa
- Madonna col Bambino dormiente, 1547 circa, olio su tela, 65×55 cm, Sarasota, J. and M. Ringling Museum of Art
- Ritratto di Giovanni della Volta con la moglie e i figli, 1547 circa, olio su tela, 115×140 cm, Londra, National Gallery
- Ritratto di fra' Gregorio Belo da Vicenza, 1547, olio su tela, 87×71, New York, Metropolitan Museum
- Madonna col Bambino e santi, 1548, olio su tavola, 330×215 cm, Mogliano, Chiesa di Santa Maria in Piazza
- Uomo con mantello, 1548 circa, olio su tela, 115×98 cm, Milano, Pinacoteca di Brera
- San Pietro martire, 1548-1549 circa, olio su tela, 88×68 cm, Cambridge (Massachusetts), Fogg Art Museum

### Ritorno ad Ancona (1549)
- Assunzione, 1550, olio su tela, 670×403 cm, Ancona, chiesa di San Francesco alle Scale
- Trasporto di Cristo al sepolcro, 1550 circa, 36,6×54,8 cm, Londra, Seilern
- Visitazione di Santa Elisabetta, 1551, in stile iconico bizantino, Ancona, chiesa ortodossa di Sant'Anna dei Greci, opera scomparsa (ma non distrutta) a seguito del bombardamento aereo della chiesa durante la seconda guerra mondiale
- Santa Veronica, 1551, in stile iconico bizantino, Ancona, chiesa ortodossa di Sant'Anna dei Greci, opera scomparsa (ma non distrutta) a seguito del bombardamento aereo della chiesa durante la seconda guerra mondiale
- Angelo che regge la testa di San Giovanni Battista, 1551, in stile iconico bizantino, Ancona, chiesa ortodossa di Sant'Anna dei Greci, opera scomparsa (ma non distrutta) a seguito del bombardamento aereo della chiesa durante la seconda guerra mondiale
- Ritratto di Ludovico Grazioli 1551, 86,5x71,5 Collezione Cavallini Sgarbi
- Santi Rocco e Sebastiano, Ancona, chiesa di Santa Maria Liberatrice
- Santi Francesco e Giovanni Battista, Ancona, chiesa di Santa Maria Liberatrice
- Ritratto di balestriere, 1551-1552, olio su tela, 94×72 cm, Roma, Pinacoteca Capitolina

### Oblato della Santa Casa di Loreto (1554)
- Battesimo di Cristo, 1551-1555 circa, olio su tela, 170×135 cm, Loreto, Museo pinacoteca della Santa Casa
- Sacrificio di Melchisedec, 1551-1555 circa, olio su tela, 172×248 cm, Loreto, Museo pinacoteca della Santa Casa
- Ritratto di vecchio, attribuito, 1552 circa, olio su tela, 93×72, San Pietroburgo, Ermitage
- Presentazione al Tempio, 1552-1556, olio su tela, 172×136,5, Loreto, Museo pinacoteca della Santa Casa
- Adorazione dei Magi, 1554-1555 circa, olio su tela, 170×135 cm, Loreto, Museo pinacoteca della Santa Casa